# Leon Cotnareanu
Leon Cotnăreanu (sau Léon Cotnareanu; n. 27 aprilie 1891, Ceplenița, România – d. 1 ianuarie 1970, Geneva, Elveția) a fost un om de afaceri și industriaș francez, evreu originar din România. În perioada 1934-1965 a fost coproprietar al ziarului Le Figaro. 

## Biografie

### Tinerețea
Leon Cotnăreanu s-a născut în 1891, la Ceplenița, în județul Iași,
 ca unul din cei șase copii ai omului de afaceri Iancu (Jean) Cotnăreanu (n.1855 sau 1860-1940)  și ai soției acestuia, Anna, născută Drukmann (n.1870). Familia a deținut un hotel la București.
După studii de drept la Universitatea din București, a făcut studii la Universitatea din Leipzig (până în 1912) și la Londra. Apoi a făcut un curs de ofițeri de cavalerie la Saumur și a participat în armata franceză la Primul Război Mondial.

### În Franța
În 1920 s-a stabilit la Paris unde, împreună cu fratele său, Isaac Ionel (1896-1970), s-a ocupat în 1922-1931 cu exportul de oțel din Belgia, prin intermediul companiei Petrometal, înființată de fratele cel mare, Leo (Albert) Cotnareanu (1878-1937) în Statele Unite . De asemenea, au creat compania COTNA - La Sociéte Industrielle d'Horlogerie et Appareils Électroniques, având o uzină la Versailles.
Cotnareanu a fost consul de onoare al României la Paris la Nisa și Monte Carlo. La începutul anilor 1920 a cunoscut-o la Nisa pe Yvonne Alexandrine Le Baron, cu 11 ani mai în vârstă, și care a fost prima soție a magnatului parfumurilor de origine corsicană François Coty. Coty avea amante, precum și cinci copii nelegitimi  și era antisemit și admirator al lui fascismului lui Mussolini, tendințe politice pe care le-a încurajat în ziarele sale, Le Figaro și L'Ami du peuple. Cotnareanu a ajutat-o pe Yvonne să divorțeze, în 1929, și, cu ajutorul fratelui său mai mic, Philippe (n.1895), care dirija o echipa de avocați, să-și obțină drepturile în procesele financiare cu soțul ei, În cele din urmă, s-a căsătorit cu ea în august 1934. În urma mariajului și a decesului lui Coty cu o lună înainte, Cotnăreanu a devenit odată cu soția lui, posesor al companiei de parfumuri Coty și posesor principal de acțiuni ale companiei de presă Le Figaro. S-a străduit să schimbe ideologia de extremă dreaptă a ziarului, și sub conducerea lui Lucien Romier și Pierre Brisson, l-au modernizat și au strâns în jurul lui intelectuali precum André Maurois, Paul Morand, Georges Duhamel,François Mauriac și Tristan Bernard. A închis în curând ziarul antidemocratic L'ami du peuple.

### În exil în America
În anul 1940, în urma invaziei Germaniei naziste, comandanții germani ai „Marelui Paris”, generalul Ernst Schaumburg și apoi generalul Hand von Boineburg-Lengs, s-au instalat în vila moștenită de Yvonne de Baron de la defunctul Coty în centrul Parisului. Fiind evreu, Cotnăreanu, însoțit de soție, a fost nevoit să treacă frontiera în Spania și apoi, prin Portugalia, să se refugieze în Statele Unite ale Americii. Neprimind dreptul de reședință pentru doi ani în Statele Unite, perechea a stat o vreme în Quebec până ce, în sfârșit, i s-a permis să se stabilească în Statele Unite.
Acolo au fost ajutați de conducerea companiei Coty International din America, de asemenea, de fratele mai mic al lui Leon, care și-a americanizat numele în Philip Cortney (1895-1971) și a izbutit să transporte ilegal din Franța regimului de la Vichy în America 500.000 de dolari, în vreme ce firma Coty în Franța era supusă la măsuri de „arianizare”. Philip Cortney a devenit în 1941 vicepreședintele firmei Coty International, iar din 1945 președintele ei. Leon, Yvonne și fiul ei și al lui François Coty, Roland, au devenit în America directori ai companiei.
În 1941 Yvonne a cumpărat proprietatea Canterbury Farm din Warrenton, Virginia.
Le Figaro a continuat să apară până în 1942 la Lyon, sub redacția lui Pierre Brisson, și sub administrația magnatului presei Jean Prouvost, proprietarul ziarului Paris Soir.

### După război
După terminarea războiului și întoarcerea în Franța, Yvonne s-a întors la locuința ei din Paris, pe Avenue Raphael 24-26 în Bois de Boulogne. Cotnăreanu a locuit mai mult la Geneva și în America, relațiile dintre el și soție răcindu-se. Asemănător cu Coty înaintea lui, și Cotnăreanu a avut numeroase relații extraconjugale. El a readus jurnalul Le Figaro în capitala Franței. În 1953 a vândut jumătate din acțiunile sale lui Prouvost, iar la 31 decembrie 1964 a vândut și restul acțiunilor sale lui Prouvost și Béghin. 
Cotnăreanu a scris în Statele Unite un eseu intitulat The Alternative Culture and Peace (Dodd, Mead, 1941) și a publicat în 1944 o antologie de articole din ziarul Le Figaro în două volume sub titlul Suites françaises. 
În 1963 soția a vândut acțiunile ei din compania Coty firmei farmaceutice americane Pfizer.În 1992 ea a fost vândută companiei germane Benckiser GmbH. Ea a murit în 1966 la vârsta de 86 ani.
Cotnăreanu a murit la Geneva în 1970 la 78 ani.

### Viața privată
În timpul liber Cotnăreanu a avut numeroase hobbyuri: a fost jucător de golf, a practicat yachting și a fost un colecționar de cărți rare, manuscrise și obiecte de artă.
Pe iahtul soției sale, „Alphée”, care a fost la vremea lui pe locul al doilea în lume ca mărime, Cotnareanu și Yvonne au găzduit numeroase celebrități, inclusiv regele Carol al II-lea al României, regina Maria a României, Elena Văcărescu, Winston Churchill, Paul Morand, Ernest Hemingway, F. Scott Fitzgerald, Maurice Chevalier, André Maurois, Raoul Dufy etc. Cu iahtul parcurgeau Mediterana și Marea Neagră până la Alexandria, Haifa, Atena, Napoli, Messina etc.

## Onoruri
- 1935 - Cavaler al Legiunii de Onoare din Franța.
- Trofeul Cotnareanu din Campionatul de golf al Franței îi poartă numele[13]